# 魂☆姫
『魂☆姫』（たまひめ）は、剣康之による日本の漫画作品。
ジャイブ刊『月刊コミックラッシュ』2006年7月号掲載の読み切り作品「魂姫」（単行本5巻に収録）をベースに、同誌の2007年3月号より連載されていた漫画作品であり、著者にとって初のオリジナル漫画連載である。単行本は7巻まで刊行された。
掲載誌のウェブコミック配信サイト移行後、長期間の連載休止が続いていたが2012年より『魂☆姫 ULTIMA』に改題し、エンターブレイン『ファミ通コミッククリア』へ移籍して連載を再開、2013年に完結した。『ULTIMA』の話数はラッシュ時代のエピソードを継続して第54話からカウントされており、ストーリー上もそのまま続いている。単行本も新装され、月刊コミックラッシュ連載分のエピソードが1巻から4巻前半に収録。4巻後半から5巻にコミッククリア連載分が収録された。
一部のキャラクターデザインは、内藤隆が協力している。

## ストーリー
太古の昔より陰陽道の力により、隠然たる勢力を持つ九曜総本家。その分家の一つ・五神家の出身である五神トモノリは総家の次期当主に命じられるが本人にその意志は無く、姉・シズルに連れられて独立。調理師になることを夢見て高校に通っていた。
ところがある日、分家の一つ・一ノ宮家よりトモノリの許嫁を自称する灯女（ヒメ）が押しかけて来る。さらに、他の分家からも次々とトモノリを総家に連れ戻して当主にすべく娘たちがトモノリのもとへ送り込まれ、熾烈な婿争奪戦が繰り広げられたのもつかの間、九曜総家と敵対する影の一族『裏三家』との全面抗争が幕を開ける。
しかし、裏三家との戦いも、遥か昔から繰り広げられてきた九曜一族と『黒曜』の戦いの前哨戦に過ぎなかった。

## 登場人物
※キャストはドラマCD版のもの。
五神 トモノリ（ごがみ トモノリ）
声 - 岡本信彦
主人公。九曜総家六分家の一つ・五神家の出身であったが両親を亡くし、総家を嫌って独立した姉・シズルに連れられて2人で暮らしている。
幼い頃、シズルに料理を褒められた事がきっかけとなり料理を趣味としている。その腕は確かであり、マナからは世界一美味しいと評されている。
将来、コックになることを目標に高校へ通っていたが、許婚候補たちの立場を守るため、卒業後に当主の座を継ぐことを宣言。当初は当主とコックの両立を目指していたが、裏三家との和解後は九曜当主としての役割に専念する事を決意した（同居している許婚候補たちに料理を振舞うので、職業にする必要は無いとも発言している）。
非常識的な行動を行う許嫁達にも優しく振舞う穏やかな性格だが、性的な誘惑を受けると篭絡されるどころか説教し始めるほど生真面目で、自身に向けられた想いに鈍感な朴念仁でもある。
以前から母が亡くなった際に葬儀の席で自分に声をかけてくれた少女、灯女の事を気にかけていた。彼女に対して明確な恋愛感情は抱いていないものの、傍で成長していく様を見守りたいと考えており、その想いを自覚した直後にファーストキスを奪われた。その後はエリカにディープキスされたほか、許嫁候補全員からファーストキスを捧げられている。
当初は魂石の英雄の正体が語られていなかったものの、度々魂石の力を強制的に停止する能力を発揮していた。
本人は全く自覚していなかったが、潜在的能力は高く、極めて高い巫力を有するほか、短期間で高度な体術である神足を習得している。
本編終盤に、彼の前世が大九曜知徳であり、その潜在能力の高さ故に能力を暴走させて死にかけ、小鞠によって能力と記憶に封印を施されていた事が明かされた。
最終決戦では大九曜知徳との九曜当主二重召喚を行い、建速須佐之男命を召喚、オロチを調伏した。
数年後を描いた後日談でも、結婚相手を決めることは出来ておらず、更に大九曜知徳から灯女を含めた全女性キャラとの前世の絆を明かされてしまう。

### トモノリの許嫁候補
一ノ宮 灯女（いちのみや ヒメ）
声 - 斎藤千和
六分家の一つで、剣術・一ノ宮逸灯流を伝承する一ノ宮家の息女。一人称は「わらわ」で、トモノリからは「おヒメさん」と呼ばれている。
次期当主にトモノリを指名した九曜総家の決定に従い、トモノリの許嫁を自称して五神姉弟のもとへ押しかけて来る。
しかし、彼女自身はそれ以前からトモノリに好意を持っており、かつてトモノリの母の葬儀の際に出会い、何かの約束を交わしたことが仄めかされていた。
トモノリの許嫁候補5名の中では11歳（第12話以降。第1話の時点では10歳）と最年少だが、身体能力や戦闘能力では引けを取らない。
耳年増でもあり、トモノリに自身を性的な対象として見るよう訴えるなど、言動は極めて大胆。
年齢相応の幼児体型でもあるが、シズルの薬で急成長した際には巨乳になっており、後日談で描かれた中学生の姿でも成長の片鱗を見せていた。
彼女の魂石は日本刀・咲夜（さくや）の柄にはめ込まれている。魂石の英雄はミヤモトムサシ。
戦闘時には一ノ宮逸灯流の各種奥義を使って戦う。トモノリに好意を持つ女性との戦闘においては、相手を殺傷する事に躊躇いを見せず、巧妙な策を弄して挑む事が多いため、対戦相手からは「ヒロインのやることではない」「血も涙もない」などと非難される事が多い（ただし、他の許婚たちもこの方針には同意している）。
終盤には彼女が、かつて大九曜知徳と恋仲だった黒曜の姫巫女の生まれ変わりだった事が発覚。トモノリへの恋心が自分自身のものなのか苦悩するものの、今感じている自分の感情こそが自分の想いだと悟り、『契りの間』ごと迷いを断ち斬っている。
最終決戦ではトモノリ及び大九曜知徳との神威合一により、櫛名田比売を召喚。オロチから孝美とクサナギを分離して勝利に貢献した。
本作のドラマCD化に先立つ形で、掲載誌の創刊5周年を記念して製作された『学園革命伝ミツルギ』のドラマCDに収録されている「コミックラッシュ革命伝」にも特別出演していた。
三條 有栖（さんじょう アリス）
声 - 沢城みゆき
六分家の一つで、槍術を伝承する三條家の息女で、許嫁候補5名の中では一番の財力に恵まれている。左利き。
灯女、孝美に次いで第1話に登場したヒロインの一人であり、初登場時はトモノリに夜這いをかけるも、妨害に現れたヒメと交戦する。しかし、二人の戦闘を止めようとしたトモノリと衝突、その勢いで脱げた下着をトモノリに掴み取られたうえに至近距離から陰部を直視され、赤面しながら敗走する羽目になった。
序盤はお嬢様気質でプライドの高い性格に描かれていたが、徐々にお淑やかで健気な面が強調されるようになった。
また、当初は家のしきたりや名誉の為にトモノリとの結婚を企んでいると発言していたが、トモノリの人柄に触れるにつれて、強い信頼感と恋愛感情を持つに至る。
終盤にはトモノリに想いを告げ、（事故ではあるが）キスを交わしている。
許婚候補として押しかけた直後に転校生としてトモノリと同じクラスへ編入しており、学校内で灯女と騒動を起こしたこともある。
灯女とは利害関係から協力体制を築いている。口喧嘩することも多いが、戦闘時には良きパートナーとして強力な連携を見せる。
お嬢様故に料理など家事全般が出来なかったが、孝美から料理を教わっている。その縁で孝美とはよき友人関係になった。
貧乳であることにコンプレックスを持っており、ヒメやマナを「ペッタンコ」と言ってプライドを保とうとするが、大抵は彼女らに成長性がある事や、自身の胸に成長性が無い事を指摘されて、更にコンプレックスを深めることになる。後日談においても彼女のみ胸の成長の兆しは無かった。
魂石の英雄は戦乙女・ゲイレレルで、武器はハルバード。
戦闘時には得意技の『風の槍雨（レーゲングス・デス・ヴィンド）』を放つ事が多いが、防がれるなどして通用しない事が多い。一方で符を併用した派生技『風塵乱封（フェアジーゲルング・デス・ヴィンド）』は化け猫妖怪の動きを封じる活躍を見せた。
四方堂 マナ（しほうどう マナ）
声 - 門脇舞以
六分家の一つで、忍術を伝承する四方堂家の息女。中学生。
寡黙で感情を表に出すことが少ないが、基本的には控えめで素直な性格。しかし、時折突飛な行動をとって周囲を混乱させる事がある。
更に父親からは「男と添い寝するときは全裸になれ」など、人として間違った教育を受けており、トモノリへは無自覚かつ大胆なスキンシップを試みる事が多い。
身のこなしが軽く、トリッキーな動きで相手を翻弄する戦術を得意とする。
華奢な体格に反して大食いで、容易に食べものに釣られたり、空腹に耐えられないという弱点を持つ。
また、四方堂一族は妖怪との混血が行われた一族である為、彼女も裏三家と同様に獣耳を生やすことが出来る。
トモノリの料理に惹かれて彼の家に居候を始めるが、彼と交流を深めるうちに恋愛感情も抱いており、不器用ながら想いを伝えようとしていた。
アリスとトモノリのキスを目撃したことでキスに興味を持つが、トモノリには額にキスされて「正式なキスは好きな人とするべきだ」と諭される。しかし、マナの側からトモノリの唇を奪い、想いを告げた。 後日談でも相変わらず、トモノリへ積極的なスキンシップを行っていた。
武器は伸縮自在かつ質量すら自在に操れる如意棒で、魂石の英雄は斉天大聖孫悟空。
神威合一を行う際には灯女、アリスとの三人組で攻撃を仕掛けることが多い。
二ノ方 サクラコ（にのかた サクラコ）
声 - 加藤英美里
六分家の一つ・二ノ方家の息女。眼鏡っ娘であり、髪型はツインテール。
頭脳明晰で高度な科学知識を持ったクールな少女。飛び級で大学を卒業しており、世界征服の野望を抱いている。
世界トップシェアのスマートフォン用OSを自作し、ある意味では既に世界を征服しているが、機械オンチの父親からは理解されていない。
医学や薬学にも優れ、九曜一族の身体的体質を分析したり、即効性の惚れ薬や睡眠薬などを自作する事もある。
天音をトモノリと結婚させて自身が総家の実権を握る計画を立てるが失敗。それ以降は五神家の隣家を買い取り、天音と同居している。
実験の為と言ってトモノリと性交渉を試みるなど大胆な行動を見せるが、実はウブで恋愛経験はなく、トモノリへの好意を認めようとしないツンデレ。
一方、露骨な好意を示さないが故にトモノリからは相談相手として頼りにされていたが、『契りの間』に閉じ込められた際に彼に口付けし、想いを告げた。
後日談ではトモノリにデートの約束を了承させているなど、ツンデレを卒業した様子が描かれている。
他の四人とは異なり、戦闘時には武器ではなく防具・アイギスの盾を使用するため、攻撃よりも防御を得意とする。
アイギスは蛇面に変形可能であり、そこから発する『蛇神の吐息（ペトロブレス）』で敵を石化させる事が可能。魂石の英雄はペルセウス。
身体能力は許嫁候補の中で最も劣るものの、優れた知能と防御力を活かした作戦立案や分析など、参謀役として活躍することが多い。
六道寺 天音（ろくどうじ あまね）
声 - 寿美菜子
六分家の一つで、弓術を伝承する六道寺家の息女。
おっとりした性格で人を疑わないため騙されやすい、天然ボケな性格。料理が得意など家庭的な女性で包容力も強い。
他の許嫁候補のトモノリへの想いを応援するが、自身もトモノリに好意を抱いており、作中後半までその事実に気づく事が出来なかった。
終盤にトモノリとキスするが、実はそれ以前に酔っ払ってトモノリとファーストキスした挙句、他の許婚候補達にセクハラ行為を行っていた（本人は自覚していない）。
一定周期で自身や周囲を災いに巻き込む呪いに侵されており、その時期は呪いを打ち消す能力を持つトモノリと暮らす事でやり過ごしている。
当初はサクラコから手下と評されていたが、彼女からは先述の呪いに関してアドバイスを受けており、実際には強い友情で結ばれている。
許嫁候補の中では最も巨乳であり、灯女や有栖からは嫉妬されている。
武器はヘラクレスの弓、魂石の英雄はピロクテテース。
矢による遠距離攻撃を得意とするほか、打ち出した矢によって結界を形成し、敵の動きを封じるなどの支援を行う事が可能。
特にサクラコとタッグを組むことで互いの欠点を補ったり、結界で敵の動きを封じた隙に『蛇神の吐息』を放たせるなど、強力な連携を見せる。

### 裏三家
九鬼宮エリカ
九曜総家から存在を抹消された裏三家のリーダー的存在で九鬼宮家の息女。
トモノリと同じ17歳だが、当のトモノリからは中学生或いは小学生と勘違いされるほどの幼い外見を持つ。
亡くなった祖父から三家に呪いをかけた九曜への復讐を果たすよう言い聞かされており、それを実行しようと許婚候補たちの前に立ちはだかる。
ワガママで気まぐれな性格だが、リンカに対しては姉として振舞う一面もある。
祖父や家族からは、呪いで出現する獣耳について隠すように言われており、強いコンプレックスとなっていた。
トモノリの潜在能力を目撃したことで彼に興味を抱いており、出会ったその日に唇を奪い、ディープキスを交わした。
後にトモノリが自身の呪いに偏見を抱かず、裏三家を九曜に迎え入れると宣言した際から本格的に好意を持ち始める。
妖力を失った後はリンカ、ジェシカと共に星羅の下で修行を積んでいたが、最終決戦では最後の抵抗を試みようとするオロチの動きを封じた。
武器はレイピアで、魂石の英雄はジャンヌ・ダルク。三家の中では防御を担当し、結界『聖処女の護り』による優れた物理防御能力を持つ。
七ツ森リンカ
幼い頃に両親を亡くし、九鬼宮家に引き取られた少女。年齢は16歳。
執事のような服装や「ボク」という一人称などから、当初は男性と思われていたが、灯女に服を切り刻まれた際に女性と発覚した。
自身と同じく両親のいないエリカを護る事を誓っており、九曜の人間へは強い敵意と警戒心を持っていた。
トモノリに対しては殺意すら抱いていたが、彼の優しさに触れるにつれて好意に変わりつつある。
後日談においては、何らかの事件で再びトモノリに助けられた事から敵意が完全に無くなっており、服装も女性らしいものを身に纏っている。
魂石の英雄は呼延灼。三家の中では攻撃を担当しており、武器は柄の部分だけを顕現させた炎の双鞭。
ジェシカ八環
父を事故で亡くし、九鬼宮家に引き取られた少女。イギリス系ハーフであり、カタコトの日本語を使う。年齢は19歳。
天然ボケ気味で、敵であった九曜の一同に対してすらフレンドリーな態度を見せる。裏三家の中では最も年上であり巨乳。
食欲旺盛であり、同じく大食いであるマナとは気が合う模様。自身を安易に敵として排除しなかったトモノリの優しさを高く評価し、好意を持った。
裏三家については両親から特に何も聞かされていなかった為、三家の中では最も戦意が低く、後の和解の一因にもなった。
武器は拳銃で、魂石の英雄はザミエル。三家の中では陽動、攪乱を担当している。

### その他の人物
神崎 孝美（かんざき たかみ）
声 - 伊藤かな恵
五神姉弟の隣家に住むトモノリの同級生。
以前からトモノリに好意を抱き続けていたが、九曜の許嫁候補及び裏三家の登場により、彼が奪われる事を危惧している。
人当たりが良く家庭的だが、灯女とトモノリが仲良くしていると彼をロリコン呼ばわりする一面も。
天音ほどではないが巨乳であり、スタイルはかなり良いものの、孝美本人は星羅のようなスレンダーな体型を羨ましがっている。
トモノリに幾度もアタックするが、その度に毎回「うわーん」と泣いて逃げ去るのがお約束となっている。
本人は自覚していなかったが実は黒曜一族の末裔であり、修行などは一切していないにもかかわらず、タマキの憑依中でも意識を保つ事が出来る才能を持つ。
その才能が仇となってオロチの依代とされてしまうが、体内に眠るクサナギを起動させる事に成功し、反撃の糸口を作った。
小鞠の事を外見相応の幼児だと思っているが、当の小鞠からはその人柄と素質を評価され、タマキからも許婚候補として認められている。
『契りの間』に閉じ込められた際、ようやくトモノリに想いを伝えることには成功するが、タマキやヒメの差し金でキスする事は出来なかった。
後日談ではタマキとオロチを従者としており、相変わらずトモノリ争奪戦に燃えている。
許嫁候補ではなく戦闘シーンにも参加できない為か、単行本カバーを外した際の本体裏面に掲載されていた4コマ漫画では毎回、出番の少なさをネタにされていた。
ただし、タマキが登場して以降は、タマキやオロチに憑依された状態での戦闘シーンが描かれるようになり、出番も増加した。
五神 シズル（ごがみ シズル）
トモノリの姉。姉弟である為かトモノリとは前髪の形状が類似している（ただし、シズルはもみあげや後ろ髪を伸ばしたロングヘアである）。
母を亡くした後に総家を嫌い弟を連れて独立し、現在は大学で助手を務める傍ら小説家として生計を立てている。
総家を離れたとは言え陰陽道の知識と能力には長けており、時折、術を使って許婚候補達にイタズラを行い、トモノリとの関係を深めさせようと画策する。
しかし、小鞠には頭が上がらず、イタズラが露見した際には小鞠からの”おしおき”を受けるのがお約束になっている。
魂石は所持していないが、模擬戦ではアメノタヂカラオを限定召喚して『岩戸破り』を発動、エリカの『聖処女の護り』を突破している。
小鞠（こまり）
九曜総家の長老。既に100年前後を生きているとされ、正確な年齢は不詳であるが外見は幼女そのもので「オババ様」と呼ばれることを嫌う。
登場人物の中でも屈指の実力と権力を持っている反面、子供のようなお転婆振りを発揮し、許婚候補たちを疲弊させている。
しかし、当主であるトモノリに対しては長老として、威厳を携えた態度を見せる事もある。
また、九曜の能力や遺産を悪用した者に対しては、”おしおき”と称する過酷な修行を科す為、九曜の人間からは恐れられている。
トモノリを九曜本家に連れ戻すためにやってきたが、本家の人間の退屈さに耐えかね（本家からも厄介者扱いされ）、五神家に居付いてしまった。
戦闘の際は伏姫を限定召喚し、八つの霊玉を使用した様々な術を操る。
戌神星羅
九曜家に仕える眼鏡をかけた成人女性。一ノ宮逸灯流を灯女の父から学んでおり、灯女にとっては姉弟子でもある。
極めて真面目かつ厳格な性格なので許婚候補たちから恐れられており、小鞠すら彼女には逆らえない。
次期当主であるトモノリの発言にのみ、ある程度の寛容さを見せる。後日談ではトモノリに好意を抱いている事をシズルに暴露されてしまった。
召還能力は使えないものの、強大な妖怪や裏三家を相手に互角に渡り合うなど高い戦闘能力を持つ。
ただし、猫が苦手という意外な弱点を持っており、大量の猫に取り囲まれた際には気絶してしまった。
孝美からは長身でスレンダーな体型を羨ましがられていたが、星羅自身は孝美の巨乳を羨んでいた。
守護善狐　玉姫（タマキ）
九曜一族を守護する守護獣。かつて災いから九曜一族を護るよう命じられたはずだが、何らかの理由で裏三家の肉体に封印されていた。
当初は意識が混濁した状態で孝美に引き取られていたが、覚醒後は孝美に憑依し、正体を隠して九曜の一同に襲いかかり、その力を試した。
和解後は小鞠と徒党を組み、孝美を許婚候補に迎え入れるなど周囲をいじって楽しんでいる。
大九曜知徳からはタマと呼ばれて使役され、タマキ自身も彼を慕っていたようだが、彼の女たらしな性格には不満も抱えていた模様。
三本の尻尾を持つ子狐の姿や、狐耳が生えた少女の姿を取る事が出来、小鞠を圧倒するほどの妖力を持つ。
後日談では孝美に従者として仕えており、オロチを監視していた。
ヤマタノオロチ（黒曜）
タマキの体内に封印されていた厄神であり、九曜一族の宿敵。タマキの体内に封印され、更に三分割されて裏三家の体内に封印されていた。
かつては黒曜の姫巫女（ヒメの前世）を依代としていたが、現世においてはタマキが憑依していた孝美を依代とし、更に黒曜の祠で力を得て、完全な復活を遂げた。
神剣クサナギの陰の神格であり、クサナギと同様に少女の姿に変化することが可能。眉間に鱗のような紋章があるなど両者の容姿はほとんど同じだが、タレ眼気味のクサナギに対し、オロチはツリ眼である。
自身を封印した九曜一族には深い恨みを持っており、孝美の肉体を利用してトモノリ達を滅ぼそうとした。
かつて日本を脅かした邪神とされる一方で、自らの姫巫女を誑かした大九曜知徳を「女の敵」と糾弾し、打ち滅ぼそうとする正義感も持っているらしい。
死闘の末に再び九曜一族に敗れるが滅ぼされることは無く、力を奪われて孝美に従者として仕える事になった。
しかし、内心では未だに九曜一族打倒の野望を捨て去っておらず、逆襲の機をうかがっている。
大九曜知徳
九曜一族中興の祖であり、トモノリの前世。かつてタマキを使役し、黒曜を滅ぼした存在として語り継がれていた。
しかし、トモノリと対照的に重度の女たらしで、ヒメの前世である黒曜の姫巫女と恋愛関係にあったほか、オロチからは「九曜の女達に手を出して泣かせていた」と批難されているが、本人は「全員平等に愛していた」と悪びれる様子は無い。
最終決戦直前にトモノリによって召喚され、九曜一同の能力を増大させる事でヤマタノオロチの調伏に貢献した。
後日談においてもトモノリに憑依したままであり、当主として活動するトモノリに助言を与えているとされる。

## 用語
九曜総家
古来から続く陰陽道の一派。本家は六分家から成り立っており、そのうちの一家から当主が選出される。
日本の歴史を陰から支えてきた名家でもあり、当主となった者には莫大な富と権力が授けられる。
通常の陰陽師とは異なり、式神の使役と英霊の召還術を組み合わせた、独自の奥義を使用する点が特徴。
魂石
九曜六分家の後継者が代々受け継いできた家宝。封印された古の英雄を巫力によって使役し、その力を我が物とする事が出来る。
英雄とされる存在は、史実上では男性とされる人物も女性の姿をしており、人間だけではなく戦乙女、悪魔、怪物なども英雄として扱われている。
ただし、トモノリが召喚した大九曜知徳と建速須佐之男命は男性の姿で召喚されている。
また、裏三家の魂石は術者の肉体と融合しており、巫力ではなく妖力を使用することで、より強大な力を発揮出来るのが特徴。
正確には魂石は召喚術を安定させる為の道具であり、召喚を行う為に絶対に必要とされるわけではない。
劇中では、シズル、小鞠が魂石を所有していないにもかかわらず、九曜の血統の力のみで限定召喚を行っている。
神足（じんそく）
九曜が使用する特殊な体術。超感覚によって自身を世界から切り離し、瞬間移動する。
敵の死角に回り込んでの不意打ちや、長距離の移動や逃亡にも使用できるが、未熟な術者が使用すると反動で戦闘不能に陥る。
劇中ではトモノリ、小鞠、タマキが使用している。
裏三家
かつて何らかの事件を起こした為に九曜本家から追放、存在を抹消されたと言われる九鬼宮、八環、七ツ森からなる三家の事。
裏三家の人間には代々、強大な妖力と引き換えに、狐状の獣耳と尻尾が出現してしまう”呪い”がかけられていると語り継がれていたが、
トモノリが三人の近くで神威合一を使用した影響で、彼女らの肉体に封印されていたタマキが分離し、”呪い”は解除された。
実は件の現象は”呪い”などではなく、大九曜知徳がタマキを核として三家の肉体にオロチを分散封印し、長い時間をかけてオロチの怨念から黒曜の姫巫女の魂を分離する過程だったのだが、やがてその口伝が忘れ去られて”呪い”と解釈されるようになってしまったのだった。
タマキから解放された裏三家の三人からは妖力が失われたが、膨大な妖力を扱える才能自体は失われなかった為、修行によって代わりに巫力を扱える能力を得た。
後日談において、裏三家の人間も正式に九曜一族として認められた事が記載されている。
神威合一
複数の術者が力を合わせることで発動する奥義。発動中は単純に複数人で攻撃するよりも強大な能力を発揮できる。
使用する術者全員が、巫力を一定の状態で保たねば発動できないが、特殊な符を使って巫力を制限すれば比較的簡単に使用可能。
トモノリが仲介した際には、他の術者達は異様な高揚感を覚えると共に、通常時の神威合一以上の力を発揮していた。
大九曜知徳とトモノリが仲介すれば更なる威力を発揮する。
黒曜
かつて、九曜一族と雌雄を競っていた陰陽師の一族。九曜一族を陽とするならば陰とされる存在。
九曜との政争に破れて没落し、神剣クサナギを奪って巻き返しを図ったが、一族の長である姫巫女にもクサナギは扱いきれず、オロチを目覚めさせてしまう。
結果、オロチの依代となって暴走した姫巫女によって黒曜一族は滅亡することになった。
神剣クサナギ
かつて黒曜一族が奪った為に失われた日本の至宝、草薙の剣。
陽の神格であるクサナギと陰の神格であるヤマタノオロチという二つの神格を有しており、人間と会話したり、少女の姿に変化することも可能。
強大な力を有している反面、ヤマタノオロチに取り付かれた九曜の姫巫女は自ら邪神と化してしまい、一族と数多くの人間を滅ぼしたとされる。
かつてオロチと共に封印されており、オロチの復活後もオロチの体内で眠り続けていたが、孝美に発見された事で目を覚ます。
通常の人間には知覚する事すら難しく、見鬼と呼ばれる力を持つ人間にしか扱えないのだが、孝美は容易に掴んで起動させてしまった。
クサナギが孝美と契約したことにより、倒されたオロチは孝美の従者となっている。

## 単行本
ジャイブから刊行された7巻分は、4巻分に再編集された新装版がエンターブレインより2012年10月に刊行された。
- 剣康之、『魂☆姫』 ジャイブ〈CR COMICS〉、既刊7巻

1. 2007年9月初版 ISBN 978-4-86176-431-8
2. 2008年5月初版 ISBN 978-4-86176-512-4
3. 2009年1月初版 ISBN 978-4-86176-615-2
4. 2009年9月初版 ISBN 978-4-86176-706-7
5. 2010年1月初版 ISBN 978-4-86176-713-5
6. 2010年9月初版 ISBN 978-4-86176-783-8
7. 2011年4月初版 ISBN 978-4-86176-838-5

- 剣康之、『魂☆姫 ULTIMA』 エンターブレイン〈ファミ通クリアコミックス〉、既刊7巻

1. 2012年10月15日発売 ISBN 978-4-04-728398-5
2. 2012年10月15日発売 ISBN 978-4-04-728399-2
3. 2012年10月15日発売 ISBN 978-4-04-728400-5
4. 2012年10月15日発売 ISBN 978-4-04-728401-2

## ドラマCD
2009年1月27日にビートニクス・EDGE RECORDSレーベルよりドラマCDが発売されている。